# Diochlistus neogracilis
Diochlistus neogracilis is een vliegensoort uit de familie Mydidae. De wetenschappelijke naam van de soort is voor het eerst geldig gepubliceerd in 1949 door Hardy.
De soort komt voor in Australië (Queensland).